# Jerseyville, Illinois
Jerseyville är en stad (city) i Jersey County, i delstaten Illinois, USA. Enligt United States Census Bureau har staden en folkmängd på 8 437 invånare (2011) och en landarea på 13,2 km². Jerseyville är huvudort i Jersey County.